# Copa Panamericana Bajo Techo de Hockey femenino de 2014
La VII Copa Panamericana Bajo Techo de Hockey femenino de 2014 se celebró en Montevideo (Uruguay) entre el 7 al 12 de abril  de 2014. 
El sistema de competición consistió en un grupo único de cuatro equipos que se enfrentaron bajo un formato todos contra todos. En las semifinales, se enfrentaron el primero del grupo con el cuarto y el tercero con el segundo. Los ganadores de esta instancia avanzaron a la final y los perdedores al partido por el tercer puesto. 
Canada se coronó campeón después de ganarle a Argentina 3-1 y se clasificó al mundial 2015. Por su parte, Estados Unidos ganó la medalla de bronce tras vencer a Uruguay

## Equipos participantes
- Argentina
- Canadá
- Estados Unidos
- Uruguay

## Grupo Único
– Jugara las Semifinales con el 4 del grupo.
     – Jugara las Semifinales con el 3 del grupo.
     – Jugara las Semifinales con el 2 del grupo.
     - Jugaran las Semifinales con el 1 del grupo.
| Equipo         | J | G | E | P | GF | GC | DG  | PTS |
| -------------- | - | - | - | - | -- | -- | --- | --- |
| Uruguay        | 3 | 2 | 0 | 1 | 10 | 5  | +5  | 6   |
| Canadá         | 3 | 1 | 1 | 1 | 12 | 4  | +8  | 4   |
| Estados Unidos | 3 | 1 | 1 | 1 | 4  | 5  | -1  | 4   |
| Argentina      | 3 | 1 | 0 | 2 | 3  | 15 | -12 | 3   |

- Resultados

| Fecha | Hora¹ | Partido   | Partido | Partido        | Resultado |
| ----- | ----- | --------- | ------- | -------------- | --------- |
| 07.04 | 19:30 | Argentina | -       | Canadá         | 0-10      |
| 07.04 | 22:00 | Uruguay   | -       | Estados Unidos | 2-3       |
| 08.04 | 19:30 | Canadá    | -       | Estados Unidos | 0-0       |
| 08.04 | 22:00 | Uruguay   | -       | Argentina      | 4-0       |
| 09.04 | 19:30 | Argentina | -       | Estados Unidos | 3-1       |
| 09.04 | 22:00 | Canadá    | -       | Uruguay        | 2-4       |

## Segunda fase

### Semifinales
| Fecha | Hora¹ | Partido | Partido | Partido        | Resultado    |
| ----- | ----- | ------- | ------- | -------------- | ------------ |
| 10.04 | 20:45 | Canadá  | -       | Estados Unidos | 5-0          |
| 10.04 | 22:15 | Uruguay | -       | Argentina      | 0-0 (0-1 SO) |

### 3 Puesto
| Fecha | Hora¹ | Partido        | Partido | Partido | Resultado    |
| ----- | ----- | -------------- | ------- | ------- | ------------ |
| 12.04 | 14:00 | Estados Unidos | -       | Uruguay | 1-1 (2-1 SO) |

### Final
| Fecha | Hora¹ | Partido | Partido | Partido   | Resultado |
| ----- | ----- | ------- | ------- | --------- | --------- |
| 12.04 | 15:30 | Canadá  | -       | Argentina | 3-1       |

| Campeón del Campeonato Panamericano Bajo Techo 2014 |
| --------------------------------------------------- |
| Canadá Segundo Título                               |

### Clasificación general
1. Canadá
2. Argentina
3. Estados Unidos
4. Uruguay